# Виктория Грейсон
Виктория Грейсон (англ. Victoria Grayson) — персонаж американского драматического телесериала «Месть», созданный Майком Келли.
Роль Виктории Грейсон исполнила актриса Мэделин Стоу. Стоу получила похвалу от критиков за исполнение роли. Многие обозреватели сравнивали Викторию с популярным персонажем 80-х Алексис Колби из телесериала «Династия». Популярность персонажа привела к запуску в продажу вещей Виктории, в том числе и эксклюзивного кресла-трона.
Стоу была номинирована на премию «Золотой глобус» в категории «Лучшая актриса драматического сериала» в 2012 году. Телеканал MTV включил персонаж в список «Пятидесяти лучших персонажей на телевидении в 2011 году».

## История развития

### История создания
Мэделин Стоу присоединилась к сериалу в роли Виктории Грейсон 15 марта 2011 года. Для Стоу это был первый опыт регулярной работы в телесериале.

### Характеристика
Виктория Грейсон — «Королева Хэмптонса», с капиталом в размере пять миллиардов долларов, гламурный и влиятельный матриарх семейства Грейсонов, которая не остановится ни перед чем, чтобы сохранить положение своей семьи в обществе. Она эмоционально закрытая, умная и властная.

## Сюжетные линии

### Первый сезон
В пилотном эпизоде Виктория узнает о том, что её муж Конрад изменяет ей с её лучшей подругой Лидией Дэвис. Этому способствовала Эмили Торн, недавно прибывшая в город и поселившаяся рядом с имением Грейсонов. Виктория с недоверием относится к новой соседке и просит Френка Стивенса, главу службы безопасности, узнать о ней.
В эпизоде «Доверие» Виктория начинает подозревать, что Эмили не та, кем является. Виктория просит Фрэнка Стивенса найти информацию о прошлом Эмили, для того, чтобы защитить своего сына Дэниэла.
В эпизоде «Предательство» к Грейсонам приезжает сенатор Том Кингсли, который вынес обвинительный приговор Дэвиду Кларку, которого когда-то любила Виктория.
В эпизоде «Двуличие» Эмили реализует свой план мести по отношению к доктору Мишель Бэнкс. На одном из мероприятий она выкладывает личные видеозаписи её сеансов с пациентами, в том числе и с Викторией. На одном из сеансов она признается, что жалеет о рождении своей дочери Шарлотты. Та, увидев это, решает уйти из дома.
В эпизоде «Чувство вины» Виктория расстраивается, когда узнает, что Конрад помогает Лидии. Лидия возвращается в Хэмптонс, чтобы разоблачить Эмили и получить свой дом назад. Позже на гала-концерте Виктория сидит рядом с женщиной, которая потеряла свою семью в авиакатастрофе, и в ней просыпается совесть. Она также узнает, что во вступительной речи Лидия расскажет об участии Грейсонов в авиакатастрофе. Чтобы этого не произошло, Виктория подходит к Лидии и говорит, что принимает её назад в элиту. Лидия верит и не рассказывает об их преступлениях. Вместо этого, она называет Викторию своей лучшей подругой. После выступления Виктория подходит к Лидии и с презрением произносит: «Каждая моя улыбка, адресованная тебе, будет говорить о том, как сильно я тебя презираю, а тепло, которое ты чувствуешь, когда я тебя обнимаю, исходит от огня моей ненависти.» Виктория обнимает Лидию и оставляет её в шоке.
В эпизоде «Интрига» Виктория проводит вечеринку 4 июля. Новая работа Дэниела заставляет его пропустить торжество. Перед вечеринкой она верит Тайлеру, когда он говорит, что Дэниел ударил его.
В эпизоде «Шарады» Грейсоны отмечают годовщину свадьбы. Вечеринка заканчивается тем, что Виктория выгоняет Конрада. Несколько часов спустя, Фрэнк звонит ей, после чего его кто-то убивает. Виктория по-прежнему верит Тайлеру, поэтому она не выгоняет его. Её адвокатом в деле о разводе с Конрадом становится Райан Хантли (Хантли отклонил предложение Конрада). Виктория делает все необходимое, чтобы унизить мужа.
В эпизоде «Предательство» Виктория приютила в своём доме вышедшую из комы с потерей памяти Лидию. Виктория показывает Лидии копию уничтоженной речи, содержащей разоблачение Грейсонов. Виктория и Конрад ведут горячую дискуссию о ходе расследования с участием Фрэнка. Виктория подозревает, что Лидия, возможно, слышала их.
В эпизоде «Принуждение» Виктория расстроена тем, что Дэниэл хочет устроить маленький праздник на берегу моря. В ходе встречи для урегулирования развода, Виктория рассказывает, что она была беременна, когда подписала брачный договор, и имеет право взять 50 процентов заработка Конрада. Позже она открывает адвокату, что лгала, и у неё был выкидыш после 10 недель. За несколько часов до праздника Виктория и Конрад встречаются с Амандой впервые за многие годы на вечеринке Дэниэла. Эмили видит интервью, где её отец заявил, что новорожденная дочь Виктории, Шарлотта, может быть его дочерью и сводной сестрой Аманды Кларк.
В эпизоде «Бесчестье» Эмили посылает анонимное письмо Конраду, в котором пишет, что Шарлотта — дочь Дэвида. Понимая, что загнана в угол, Виктория приглашает Аманду для подтверждения того, кто послал ленту и получает доказательство того, что она та, кем себя выдает. Позже она посылает кого-то, чтобы получить остальную часть ленты из спальни Аманды, что Эмили оставила там. Виктория потрясена и расстроена, когда Дэниэл предлагает Эмили выйти замуж, и она соглашается, но решает оказывать поддержку. Таким образом, Дэниэл сможет получить доступ к целевому фонду и контролю Grayson Global. Когда Хантли дает понять, что он не знает, может ли он доверять ей больше, Виктория увольняет его. Она также говорит Дэниэлу правду о Шарлотте.
В последнем эпизоде первого сезона «Расплата» Виктория узнает, что Конрад будет привлечен к ответственности за убийства по найму, который убил Дэвида Кларка. Незадолго до своего отъезда в Вашингтон, чтобы свидетельствовать против Конрада Грейсона (относящиеся к убийству Дэвид Кларк и внутренний терроризм), она узнает, что Лидия больше не желает помогать ей показания по делу. Позже она убеждает Лидию, что это её последний шанс для иммунитета в суде. Виктория пытается утешить Дэниэла после того, что Эмили прервала помолвку. Конрад делает последнюю попытку убедить Викторию не ехать в Вашингтон для дачи показаний. Он говорит ей, что это может быть её последний шанс спасти свою семью. Конрад также говорит, что если она зайдёт в самолет, все будет кончено. Виктория идет против желания Конрада и оставляет его в аэропорту. Виктория и Лидия летят на частном самолете в Вашингтон. Шарлотта в своей спальне смотрит новости, где сказано, что самолёт, на котором были Лидия и Виктория, взорвался.

### Второй сезон
В «Судьбе» Шарлотта понимает, что результаты теста на наркотики были сфальсифицированны (Она была чиста)и говорит что-то Эмили, потом выяснилось, что Виктория жива. Она утверждает, что под защитой правительства, пока они не возбудят дело против Конрада. Она тайно общалась с Шарлоттой, а также седого парня, который скрывается и делает ей и Шарлотте поддельные паспорта, чтобы они могли покинуть страну. Она и Конрад позже обвиняют его в её похищении (Конрад избил её и приковал цепями к стене).
В «Интуиции» Аманда пробирается в сторону, выполняет команды Эмили через наушник и противостоит Виктории о её почерк на листе из больницы, где находилась её мать. Во время спора Виктория говорит Аманде, что её мать хотела её убить. Они создают драку, которая заканчивается тем, что Аманда падает через перила. Её доставляют в больницу, где она в конечном счете рожает, в то время как Виктория сжигает листы.
В «Победе» Эмили узнает, что у Виктории был сын 40 лет назад и тогда она предала его. Эмили отправляет 11 черных роз Виктории с запиской «Я на мне будет 12-я роза» и нанимает человека, который маскируется под сына Виктории. Когда она видит его, то падает в обморок. Ранее Виктория, которая сказала Конраду, что она сделала аборт, идет в детский дом, где она дала его. Виктория оставляет монахиню удовлетворенной тем, что её биологический сын был помещен в хорошем доме и не знает о её личности.
.

## Реакция
Актёрская игра Мэделин Стоу получила единогласную похвалу от критиков. Журнал The Rolling Stones в своей статье, посвященной анализу персонажа и игры Стоу написал: «Стоу затмевает всех остальных звезд в прайм-тайм в своей роли пугающей светской злодейки с хриплым голосом и ледяным взглядом <…> Эмили Ванкэмп скучна в своей роли, хотя по задумке мы должны вроде как сопереживать её планам, но она нам в действительности не интересна. Стоу овладевает зрителем в каждой сцене. Она говорит любовнице своего мужа: Каждый раз, когда я обнимаю тебя, тепло, которое исходит от моего тела, это моя ненависть, которая прожигает тебя. В отличие от Ванкэмп, Стоу играет трёхмерного персонажа, она делает Викторию сложнее, когда вносит в её сущность совесть<…>».